# Wrap Your Arms Around Me
Wrap Your Arms Around Me — седьмой (первый англоязычный) сольный студийный альбом солистки группы ABBA, шведской певицы Агнеты Фельтског, выпущен в мае 1983 года.

## Об альбоме
В роли продюсера альбома выступил Майк Чепмен, который ранее продюсировал британскую рок-группу Smokie. Запись альбома проводилась на студии Polar Music в Стокгольме. Альбом стал бестселлером по всей Европе и был продан тиражом в более одного миллиона копий. Первый сингл альбома — композиция «The Heat Is On» стала одним из самых громких хитов, достигнув вершины хит-парадов в Швеции и Норвегии и став второй в Бельгии и Голландии. Второй сингл «Wrap Your Arms Around Me» стал номером один в Бельгии и Дании, а также пятым в Швеции, Голландии и ЮАР и вошёл в топ-20 в Германии и Франции. В США популярность обрела другая композиция альбома — блюзовая «Can’t Shake Loose», она смогла подняться до двадцать девятой строчки в Billboard Hot 100.

## Список композиций
| №  | Название                 | Автор(ы)                           | Длительность |
| -- | ------------------------ | ---------------------------------- | ------------ |
| 1. | «The Heat Is On»         | Флорри Палмер, Тони Эштон          | 3:50         |
| 2. | «Can’t Shake Loose»      | Расс Баллард                       | 4:20         |
| 3. | «Shame»                  | Дэвид Кларк Аллен                  | 3:40         |
| 4. | «Stay»                   | Дэвид Кларк Аллен                  | 3:20         |
| 5. | «Once Burned, Twice Shy» | Дэн Тайлер, Ричард «Спади» Брэннан | 3:40         |
| 6. | «Mr. Persuasion»         | Сьюзан Линч, Ларри Уитмен          | 2:45         |

| №                   | Название                            | Автор(ы)                                             | Длительность |
| ------------------- | ----------------------------------- | ---------------------------------------------------- | ------------ |
| 1.                  | «Wrap Your Arms Around Me»          | Майк Чепмен, Холли Найт                              | 5:15         |
| 2.                  | «To Love»                           | Джилл Брандт, Рэнди Гудрам                           | 3:49         |
| 3.                  | «I Wish Tonight Could Last Forever» | Расс Баллард                                         | 4:12         |
| 4.                  | «Man»                               | Агнета Фельтског                                     | 3:31         |
| 5.                  | «Take Good Care of Your Children»   | Томас Ледин                                          | 3:42         |
| 6.                  | «Stand by My Side»                  | Гвидо Де Анджелис, Маурицио Де Анджелис, Дэвид Коулз | 4:16         |
| Общая длительность: | Общая длительность:                 | Общая длительность:                                  | 46:20        |

| №   | Название                                              | Автор(ы)                                     | Длительность |
| --- | ----------------------------------------------------- | -------------------------------------------- | ------------ |
| 13. | «Never Again»                                         | Томас Ледин                                  | 3:54         |
| 14. | «It’s So Nice to Be Rich» (stereo version)            | Гуннар Свенссон, Ханс Альфредсон             | 3:41         |
| 15. | «P&B»                                                 | Гуннар Свенссон, Ханс Альфредсон             | 4:01         |
| 16. | «The Heat Is On» (Super Dance Music Mix)              | Флорри Палмер, Тони Эштон                    | 7:58         |
| 17. | «Ya Nunca Más» (испанская версия песни «Never Again») | Томас Ледин, Мэри МакКласки, Бадди МакКласки | 3:55         |

## Участники записи
Приведены по сведениям базы данных Discogs.

| Музыканты: - Агнета Фельтског — ведущий вокал, бэк-вокал - Smokie (Крис Норман, Алан Силсон, Терри Аттли) — бэк-вокал - Берит Андерссон — бэк-вокал - Марица Хорн — бэк-вокал - Диана Нуньес — бэк-вокал - Рутгер Гуннарссон — бас-гитара - Лассе Велландер — гитары - Пер Линдвалль — ударные - Питер Льюнг — фортепиано, орган, синтезаторы - Оке Сундквист — ударные - Кайтек Войцеховский — аккордеон, саксофоны | Музыканты: - Матс Ронандер — губная гармошка - Ингегерд Фредлунд — арфа - Симфонический оркестр Шведского радио — струнные Технический персонал: - Майк Чепмен — музыкальный продюсер - Майкл Третов — звукоинженер - Горан Стелин — инженер нарезки лакового слоя - Рутгер Гуннарссон — аранжировки струнных инструментов - Дэвид Коста — дизайнер - Джеред Малковиц — фотограф - Лоло Мюррей — визажист |

## Позиции в хит-парадах и сертификации
| Хит-парад (1983)                    | Высшая позиция | Пребывание в чарте |
| ----------------------------------- | -------------- | ------------------ |
| Австралия (Kent Music Report)       | 49             | нет данных         |
| Великобритания (UK Albums Chart)    | 18             | 13 недель          |
| Европейский союз (Europarade)       | 11             | нет данных         |
| Канада (RPM Albums Chart)           | 79             | 7 недель           |
| Нидерланды (Album Top 100)          | 4              | 18 недель          |
| Норвегия (VG-lista)                 | 1              | 18 недель          |
| США (Billboard Top LP’s & Tape)     | 102            | 11 недель          |
| Финляндия (Suomen virallinen lista) | 2              | 20 недель          |
| ФРГ (Offizielle Top 100)            | 13             | 26 недель          |
| Швеция (Topplistan)                 | 1              | 11 недель          |
| ЮАР (RISA)                          | 15             | 4 недели           |

| Хит-парад (1983)               | Позиция |
| ------------------------------ | ------- |
| Нидерланды (Buma/Stemra)       | 35      |
| ФРГ (Jahrescharts Deutschland) | 50      |

| Регион                                                      | Сертификация | Продажи   |
| ----------------------------------------------------------- | ------------ | --------- |
| Великобритания (BPI)                                        | Платиновый   | 300 000   |
| Нидерланды (NVPI)                                           | Золотой      | 50 000^   |
| Норвегия                                                    | —            | 100 000   |
| Швеция                                                      | —            | 350 000   |
| Итого                                                       |              |           |
| Мир                                                         | —            | 2 500 000 |
| ^ Данные о тиражах приведены только на основе сертификации. |              |           |